# Malženice
Malženice este o comună slovacă, aflată în districtul Trnava din regiunea Trnava, pe malul râului Blava⁠(d). Localitatea se află la altitudinea de 157 m deasupra n.m., se întinde pe o suprafață de 14,85 km2 și în 2017 număra 1.493 de locuitori.

## Istoric
Localitatea Malženice este atestată documentar din 1113.

## Demografie
| An:                | 1994 | 2004    | 2014    | 2024   |
| ------------------ | ---- | ------- | ------- | ------ |
| Număr de persoane: | 1017 | 1266    | 1428    | 1507   |
| Diferență:         |      | +24,48% | +12,79% | +5,53% |

| An:                | 2023 | 2024   |
| ------------------ | ---- | ------ |
| Număr de persoane: | 1534 | 1507   |
| Diferență:         |      | −1,76% |